# Reiner Stach

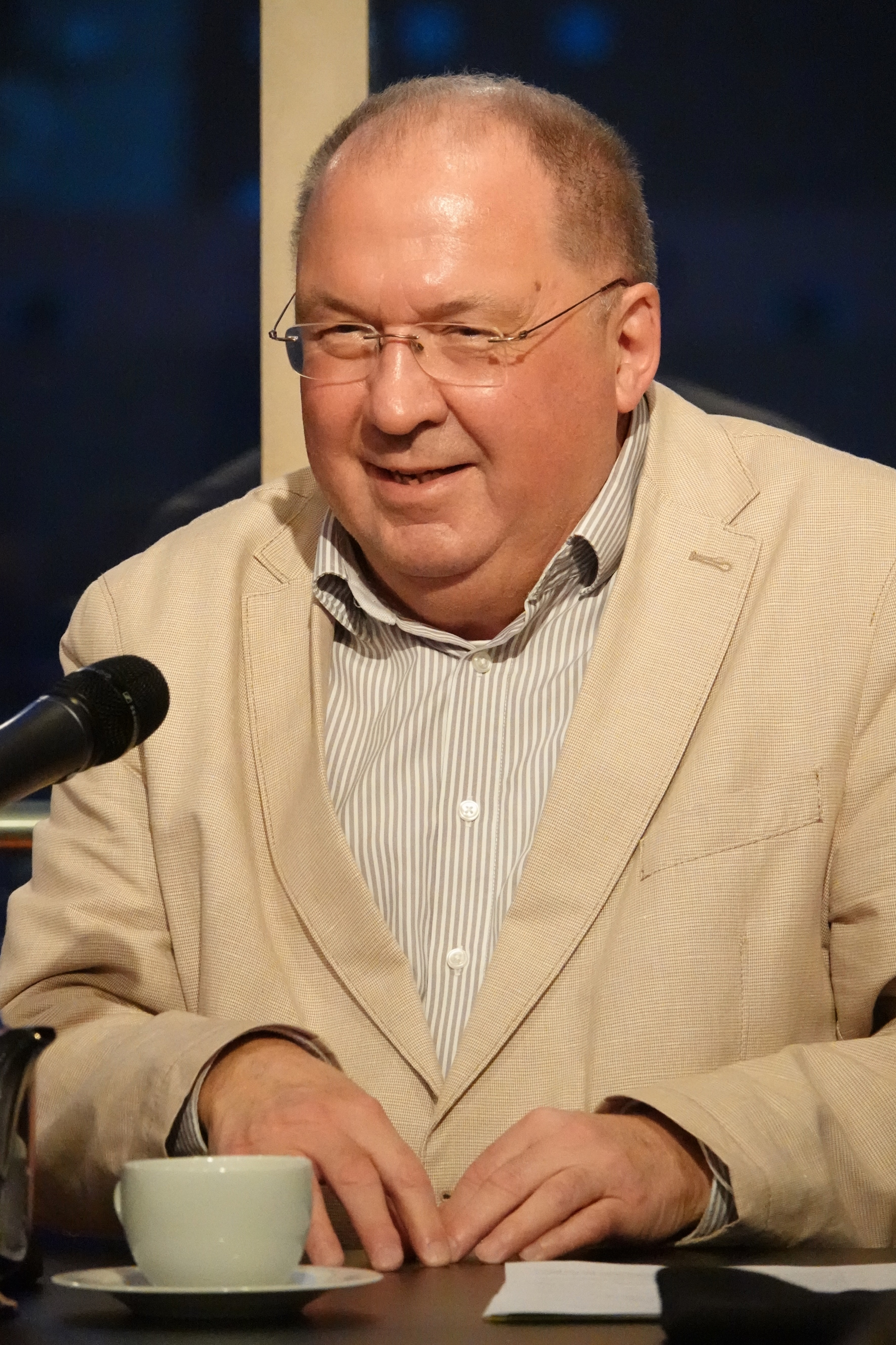
Reiner Stach 2024

Reiner Stach (* 1951 in Rochlitz, Sachsen) ist ein deutscher Literaturwissenschaftler, Autor einer Biografie von Franz Kafka und Publizist.

## Leben
Stach stammt aus kleinen Verhältnissen, seine Eltern flohen 1954 aus der DDR. Er besuchte die Volksschule und das Gymnasium in Pforzheim. Im Alter von 17 Jahren verließ er das Elternhaus wegen familiärer Konflikte. Von 1971 bis 1979 studierte er Philosophie,  Mathematik und Literaturwissenschaft an der Johann Wolfgang Goethe-Universität Frankfurt am Main. Dort legte er 1978 Staatsexamina in Mathematik und Literaturwissenschaft ab. Nach der Lektüre der Briefe und Tagebücher von Kafka setzte Stach sein geplantes Studium der Mathematik nicht fort. Im Fach Literaturwissenschaft wurde Stach 1985 an der Universität Frankfurt am Main mit einer Dissertation über Kafka promoviert. Die Arbeit erschien 1987 unter dem Titel Kafkas erotischer Mythos. Eine ästhetische Konstruktion des Weiblichen.
Von 1985 bis 1986 übernahm Stach Lehraufträge am Germanistischen Seminar der Universität Frankfurt. Von 1986 bis 1990 arbeitete er als Wissenschaftslektor im S. Fischer Verlag in Frankfurt am Main. Von 1991 bis 1996 war Stach freiberuflich als Lektor tätig, u. a. für die Verlage Rowohlt, Metzler sowie S. Fischer. Hier beteiligte er sich an der Kritischen Ausgabe der Werke von Franz Kafka. 1996 begann Stach mit der Arbeit an der Kafka-Biografie.
Stach lebt seit 2009 in Berlin.

## Werk
An der dreibändigen, insgesamt 2.037 Seiten umfassenden Biografie Kafkas hat Stach als Autor insgesamt achtzehn Jahre gearbeitet. An der finanziellen Förderung des Projekts beteiligten sich die S. Fischer Stiftung und – in der Schlussphase – auch Jan Philipp Reemtsma.
Der erste Band, der 2002 unter dem Titel Kafka. Die Jahre der Entscheidungen erschien, umfasst Kafkas Lebensjahre von 1910 bis 1915. Der zweite Band Kafka. Die Jahre der Erkenntnis mit dem Erscheinungsjahr 2008 behandelt die letzten acht Lebensjahre Kafkas. Der dritte Band Kafka. Die frühen Jahre erschien im September 2014. Mit diesem Buch stand er auf der Shortlist für den Preis der Leipziger Buchmesse 2015 in der Kategorie „Sachbuch/Essayistik“; bislang gibt es Übersetzungen in die englische, spanische, türkische, chinesische und französische Sprache. Stach wurde für sein biografisches Werk mehrfach ausgezeichnet; unter anderem erhielt er 2016 den Joseph-Breitbach-Preis.
Basierend auf seiner Kafka-Biografie entstand 2023 die ARD/ORF-Serie Kafka, bei der er auch als Fachberater fungierte.

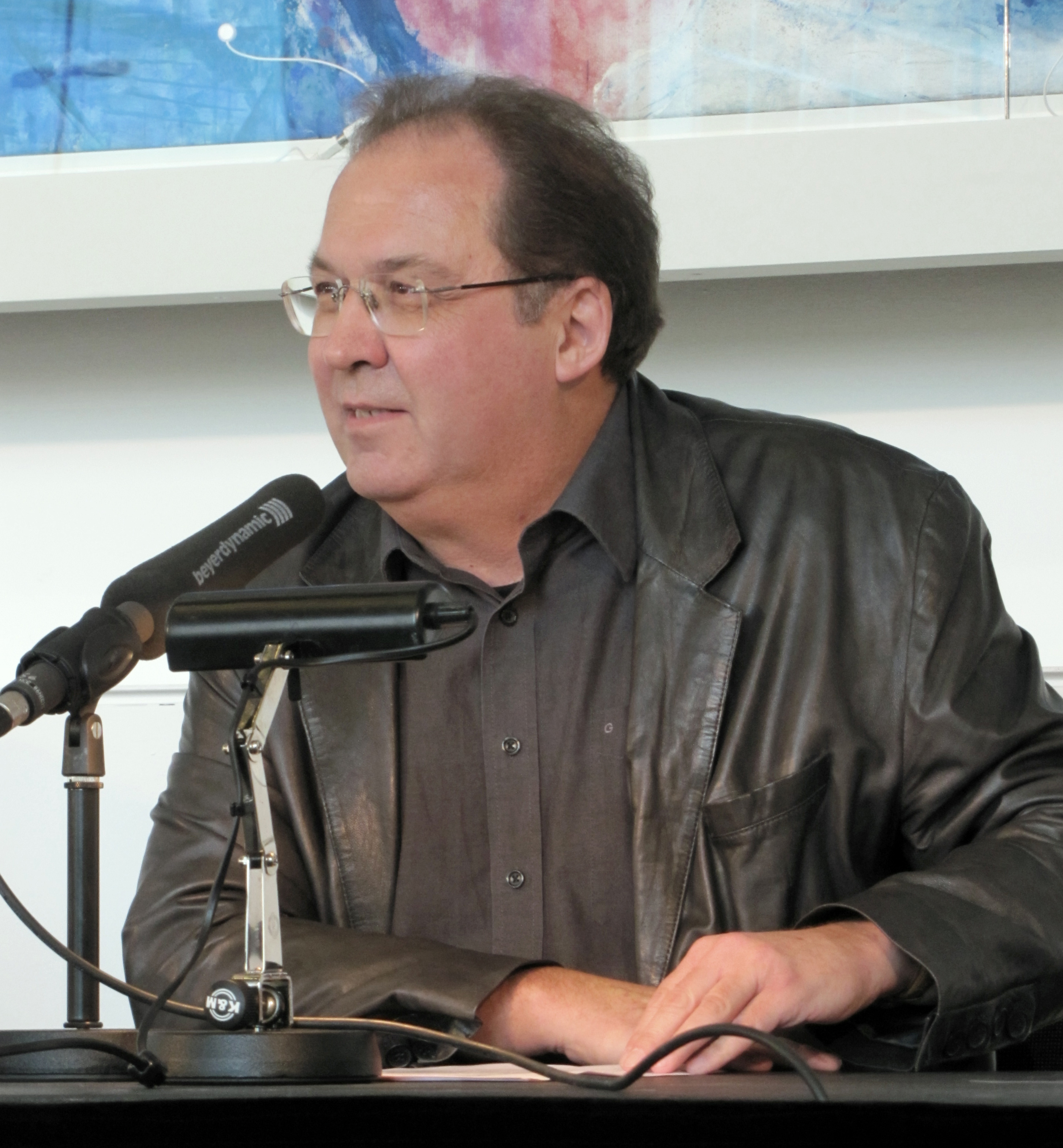
Reiner Stach 2011

Für die 2024 entstandene TV-Dokumentation Kennen Sie Kafka (52 min) – eine Koproduktion des Tschechischen Fernsehens mit ORF und ARTE – fungierte er ebenfalls als Fachberater und kommt auch häufig im Film ins Bild und mit fundierten Kommentaren zu Wort.

## Auszeichnungen
- 1991: Co-Gewinner eines von Botho Strauß in der Wochenzeitung Die Zeit ausgelobten Schreibwettbewerbs zu Hans Henny Jahnns Fluß ohne Ufer für den Essay Die fressende Schöpfung
- 2003: Kulturförderpreis des Landschaftsverband Osnabrücker Land
- 2008: Sonderpreis zum Heimito von Doderer-Literaturpreis für seine Biografie Kafka. Die Jahre der Erkenntnis.
- 2015: Kafka. Die frühen Jahre wird von der Zeitschrift DAMALS zum „Historischen Buch des Jahres“ gewählt.
- 2015: Bayerischer Buchpreis 2015, Kategorie Sachbuch, für Kafka. Die frühen Jahre
- 2016: Joseph-Breitbach-Preis „für sein herausragendes Gesamtwerk auf dem Feld der literarischen Biographie“[9]

## Ausstellung und Tagungen
- 1998/99: Kafkas Braut, Präsentation des Nachlasses von Felice Bauer in Frankfurt am Main, Wien und Prag
- 2013: Kurator der Tagung Weltautor Kafka im Deutschen Literaturarchiv Marbach
- 2014: Kurator der Kafka-Woche im Literaturforum des Brecht-Hauses in Berlin

## Veröffentlichungen (Auswahl)

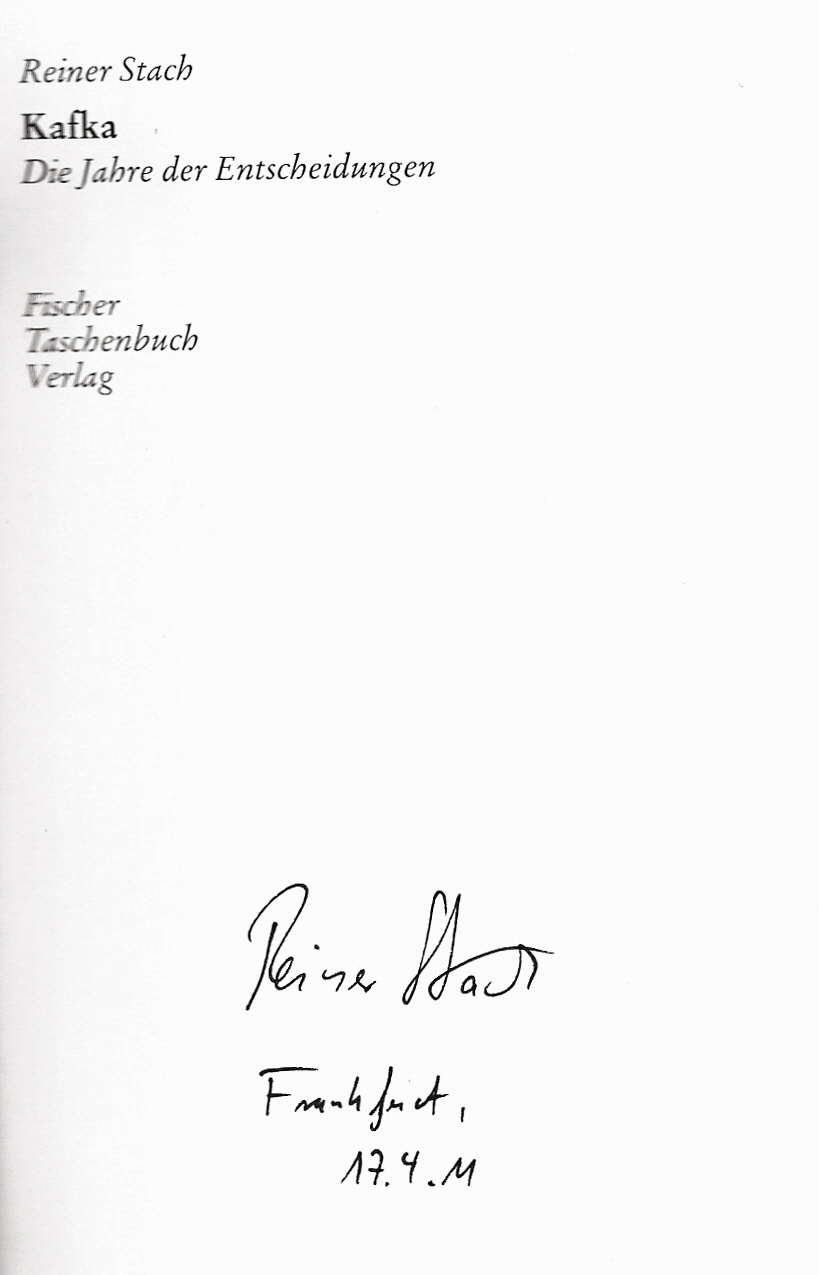
Autograph von Stach.

### Monografien
- Kafkas erotischer Mythos. Eine ästhetische Konstruktion des Weiblichen. Fischer Taschenbuch, Frankfurt am Main 1987, ISBN 3-596-27370-6. (Zugleich Dissertation an der Universität Frankfurt am Main 1985).
- 100 Jahre S. Fischer Verlag 1886–1986. Kleine Verlagsgeschichte. S. Fischer, Frankfurt am Main 1986, ISBN 978-3-10-075106-5.
- Kafka. Die Jahre der Entscheidungen. S. Fischer, Frankfurt am Main 2002, ISBN 978-3-10-075114-0.
- Kafka. Die Jahre der Erkenntnis. S. Fischer, Frankfurt am Main 2008, ISBN 978-3-10-075119-5.
- Kafkas Spiele. Eine kleine, kommentierte Kreuzfahrt durch Kafkas Nachlass. (Hörbuch, CD, 73 Minuten,  Sprecher: Reiner Stach und Axel Grube), Onomato, Düsseldorf 2011, ISBN 978-3-942864-19-0.
- Ist das Kafka? 99 Fundstücke. S. Fischer, Frankfurt am Main 2012, ISBN 978-3-10-075135-5.
- Kafka. Die frühen Jahre. S. Fischer, Frankfurt am Main 2014, ISBN 978-3-10-075130-0.[10]

### Herausgeber
- Gottfried Bermann Fischer und Brigitte Bermann Fischer: Briefwechsel mit Autoren. S. Fischer, Frankfurt am Main 1990, ISBN 978-3-10-021602-1.
- Zur Psychologie des Laufens. Fischer Taschenbuch Verlag, Frankfurt am Main 1994, ISBN 3-596-12023-3

### Aufsätze
- Die fressende Schöpfung. Über Hans Henny Jahnns Romantrilogie „Fluß ohne Ufer.“ In: Forum Homosexualität und Literatur. 15/1992, S. 41–50.
- Stil, Motiv und fixe Idee. Über einige Untiefen der Jahnn-Lektüre. In: Rowohlt Literaturmagazin. 35/1995, S. 79–92.
- Das Ärgernis Hans Henny Jahnn. In: Literaturen. 5/2003, S. 52–57.
- Die Erfindung der Schreibkur. In: Patrick Rina, Veronika Rieder (Hrsg.): Kafka in Meran. Kunst und Politik um 1920. Edition Raetia, Bozen 2020, ISBN 978-88-7283-743-6, S. 25–46.